# Kasey Chambers
Kasey Chambers (Mount Gambier, 4 giugno 1976) è una cantante australiana.

## Biografia
Nata nell'Australia Meridionale, è figlia del musicista e cantante Bill Chambers e sorella del produttore e musicista Nash Chambers.
Ha pubblicato il suo primo album nel 1999 per la EMI. The Captain è stato certificato doppio disco di platino dalla ARIA.
Ancor più successo hanno avuto i suoi successivi album Barricades & Brickwalls (settembre 2001, sette volte disco di platino, entrato anche nella Billboard 200 statunitense) e Wayward Angel (maggio 2004, triplo disco di platino).
Ha proseguito la sua attività con successo, seppure relativamente minore in termini di vendite, anche negli anni 2010. I suoi brani musicali più conosciuti sono Not Pretty Enough (2002) e True Colours (2003).
Ha vinto 12 ARIA Music Awards nel corso della sua carriera, 9 APRA Awards e 8 CMAA Awards.
Dal 2005 al 2013 è stata sposata con il collega Shane Nicholson.

## Discografia
Album studio
- 1999 - The Captain
- 2001 - Barricades & Brickwalls
- 2004 - Wayward Angel
- 2006 - Carnival
- 2008 - Rattin' Bones (con Shane Nicholson)
- 2010 - Little Bird
- 2011 - Storybook
- 2012 - Wreck & Ruin (con Shane Nicholson)
- 2014 - Bittersweet
- 2017 - Dragonfly
- 2018 - Campfire